# Alegranza
Alegranza est une île secondaire des îles Canaries, faisant partie de l'archipel de Chinijo et rattachée à la commune de Teguise, (Lanzarote). Elle se trouve au nord de Lanzarote.
Le point le plus haut de l'île est un volcan nommé Montagna de Alegranza (289 m) et possède une caldeira de 240 m de profondeur. L'îlot, qui n'est plus habité (la tentative de colonisation ayant échoué), forme avec le reste de l'archipel une réserve naturelle, paradis des oiseaux.

## Littérature
Alegranza est également le titre d'un roman de Ned Leztneik, écrit en hommage aux victimes des attentats du 11 mars 2004 à Madrid . Ce roman, paru en décembre 2012, convoque le thème de la tolérance et une courte, mais néanmoins importante, partie de l'action se déroule sur deux des îles de l'archipel Chinijo, La Graciosa et Alegranza.